# Atletico Tricase
L'Associazione Sportiva Dilettantistica Atletico Tricase, meglio nota come Atletico Tricase o più semplicemente Tricase, è la principale società calcistica di Tricase, in provincia di Lecce. Milita nel campionato regionale di Promozione e disputa le partite interne allo stadio San Vito di Tricase (3 000 posti).
Fondato nel 1964 come U.S. Tricase, ha ricevuto la Stella di bronzo al merito sportivo e ha disputato cinque campionati di Serie C2, categoria in cui ha esordito nel 1997-1998 a seguito dello spareggio play-off vinto contro i rivali del Nardò nel campionato di Serie D 1996-1997.

## Storia

### Le origini

La rosa del Tricase 1975-1976

Il calcio inizia a essere praticato a Tricase nei primi anni trenta, ma è nel 1964 che nasce la prima società locale, l'U.S. Tricase. Il club, pur non cogliendo particolari successi, è capace di catalizzare l'attenzione dei tricasini, nell'ambito di un movimento sportivo che inizia a compiere i primi passi nei campionati minori pugliesi.

### I primi anni '90
La stagione 1994-1995, la prima della gestione Adelchi, porta con sé numerose novità, la più importante delle quali è il cambio del terreno di gioco, dal Campo vecchio al comunale San Vito di via Olimpica. Alla guida della squadra c'è Mario Ruberto, ritornato dopo l'avvincente campionato di Promozione del 1992. La prima storica partita della nuova stagione nel nuovo stadio, vede il Tricase affrontare il Gallipoli, con la vittoria per 2-1 e il tricasino Massimo Fracasso, con la fascia di capitano al braccio, mette a segno il primo gol nel nuovo stadio. La squadra è forte, ma il Tricase conclude il campionato alle spalle del Massafra e dell'Ostuni. A festeggiare saranno, tuttavia, i leccesi, inaspettatamente ripescati ai danni dello stesso Ostuni, che già in passato aveva usufruito del ripescaggio.
Il Campionato Nazionale Dilettanti 1995-1996 si apre con in panchina il nuovo tecnico Salvatore Merico: l'inizio è tutto in salita, la squadra non esprime un buon gioco e la sconfitta contro l'Altamura del 24 settembre 1995 spinge il presidente Adelchi ad esonerare Merico e ad affidare la guida della squadra a Luigi Boccolini, che porta con sé 2 nuovi giocatori, Orazio Mitri e Massimo Carnevale. La nuova gestione porta subito i primi risultati: vittoria casalinga contro il Melfi (gol di Carnevale) e subito dopo successo esterno contro il Nardò nel campo neutro di Copertino. La stagione si conclude con l'approdo ai play-off per lo scudetto dilettanti: il Tricase è nel girone 7 con Nardò, Toma Maglie e Altamura e chiude al terzo posto.

### La promozione in Serie C2
Per il campionato 1996-1997 Adelchi costruisce una squadra idonea per il salto di categoria, acquistando giocatori come Colonna, Cirillo, Della Torre, Chiarella, Orecchia, Mortari, Mazzotta, Orlandi; inoltre viene confermato Mitri. In panchina siede sempre Boccolini. La prima gara stagionale, nonostante le buone premesse, non si apre al meglio, con il Tricase sconfitto per 1-0 dal Potenza: i 3 punti andranno, però, al Tricase, decretato vincitore a tavolino a causa di errori regolamentari commessi dai lucani nelle sostituzioni. Alla vigilia dell'ultima gara di campionato il Tricase è a pari punti con il Nardò, ma un pari a reti bianche nello scontro diretto costringe le due squadre allo spareggio per la promozione. Il play-off si tiene l'11 maggio 1997 allo Stadio Erasmo Iacovone di Taranto e vede il Tricase vincere per 1-0 dopo i tempi supplementari e ottenere così la promozione in Serie C2.

### L'esordio in C2 e la crisi societaria
La nuova categoria mette di fronte ai rossoblù squadre molto più forti e blasonate, come Catania, Benevento, Crotone, Cavese e Chieti. La squadra è pressoché uguale a quella dell'anno precedente, con in panchina l'esperto Mario Russo. Il Tricase è protagonista di un buon girone d'andata: dopo l'esordio il 31 agosto 1997 contro la Cavese, in una partita terminata 3-3, il club salentino infila una serie di vittorie che lo portano, alla penultima giornata del girone d'andata, in vetta con 7 punti di vantaggio sulla seconda. Il 7 dicembre la partita Tricase-Trapani viene inserita nella schedina del Totocalcio: è la prima volta per il club tricasino. Il 28 dicembre va di scena allo Stadio Ezio Scida l'importante sfida contro il Crotone: nonostante la sconfitta, i rossoblù mantengono la testa della classifica. L'incontro di Crotone però, apre le porte ad un periodo di crisi, il cui epilogo arriva il 15 marzo 1998 nella gara casalinga contro il Chieti, a seguito della quale il presidente Sergio Adelchi abbandona la gestione della società, vendendo i pezzi pregiati Carnevale e Mitri al Nardò e lasciando la squadra nel caos generale. Terminata la stagione 1997-1998, la squadra rischia seriamente di non essere iscritta al campionato successivo, ma nell'estate del 1998 si fa avanti Bevilacqua, un imprenditore televisivo, che rileva la società dalle mani di Adelchi e iscrive il Tricase al campionato di Serie C2 1998-1999.

### Gli anni d'oro della C
La gestione Bevilacqua dura poco: gli scarsi risultati raggiunti nell'inizio del campionato lo inducono a vendere la società ad Andrea Sodero. L'esordio della nuova presidenza è in occasione del derby contro il Nardò, terminato 3-1 per il Tricase. L'epilogo del campionato 1998-1999 sono i play-out contro il Frosinone. La gara d'andata si disputa in terra ciociara il 30 maggio 1999 e si conclude in parità sull'1-1. La partita di ritorno, disputata il 6 giugno a Tricase, vede il Tricase vincere per 2-1 e centrare la seconda salvezza consecutiva.
Per la stagione 1999-2000 Sodero allestisce una buona squadra; in panchina siede Ortega. Nonostante la sconfitta all'esordio contro il Foggia, il Tricase disputa un buon campionato, sfiorando l'accesso ai play-off. Il 24 marzo la squadra tricasina perde contro il Fasano per 8-3 e vede allontanarsi i play-off, da cui rimane distante cinque punti a fine stagione.
La stagione 2000-2001 porta delle novità: la guida tecnica viene affidata a Papagni e la salvezza è ancora l'obbiettivo da centrare. L'inizio di campionato è deficitario, con 3 sconfitte in altrettante partite, che fanno precipitare la squadra nelle zone basse della classifica. A seguito del rovescio contro l'Igea Virtus vengono esonerati Papagni e il direttore sportivo Borsci e in panchina viene chiamato Giuseppe Palumbo, che conduce il Tricase ai play-out. Il 27 maggio 2001 a Torre del Greco la Turris sconfigge i tricasini per 1-0 nell'andata dello spareggio; la gara di ritorno viene disputata il 3 giugno al San Vito: al 90º minuto il Tricase conduce per 2-1 e i campani pareggiano a tempo scaduto, ma al 94' arriva la rete decisiva di Russo, che consente al Tricase di vincere per 3-2 e di ottenere la salvezza in virtù del miglior posizionamento in classifica nella stagione regolare.

### La fine del sogno, la retrocessione e il fallimento
La stagione 2001-2002, iniziata male, termina molto peggio. Il play-out, solito spareggio crocevia di speranze e ambizioni, questa volta pone dinanzi al Tricase la Puteolana: un doppio pareggio per 0-0 dà la salvezza ai campani e la retrocessione al Tricase.
L'estate del 2002 porta con sé ulteriori delusioni per il pubblico tricasino: la proprietà annuncia di non possedere abbastanza denaro per iscrivere la squadra al campionato di Serie D, per questo si rende disponibile ad una cessione. Sfumata la Serie C2 e poco dopo, anche la Serie D, Sodero assicura al Tricase l'Eccellenza. Nella stagione 2002-2003 il Tricase, con capitan Colonna nel ruolo di allenatore-giocatore, raggiunge la salvezza con il minimo vantaggio sulle avversarie retrocesse. Al termine della stagione 2003-2004 arriva la retrocessione in Promozione.

### La rinascita, dalla 3ª Categoria all'Eccellenza
La società Tricase Calcio viene definitivamente dichiarata fallita nell'estate del 2004 e quasi contemporaneamente viene iscritta al campionato di Terza Categoria una nuova squadra, la Virtus Tricase.

La stagione di Terza Categoria è dominata dal "nuovo" Tricase, che guadagna la promozione in Seconda Categoria trascinato dalle reti del giovanissimo attaccante Davide Zocco detto "Quercia". Nell'estate del 2005, Michele Dell'Abate, ex difensore del Tricase negli anni '80, rileva la società, cambiandone denominazione in A.S.D. Atletico Tricase. Il campionato, con Sandrino de Giuseppe in panchina, subentrato alla seconda giornata ad Emanuele D'Amico (artefice del salto in seconda categoria), vede l'Atletico Tricase salire di categoria. Per il campionato di Prima Categoria la squadra viene affidata a Colagiorgio e l'Atletico Tricase domina il campionato dalla prima fino all'ultima giornata, conquistando la Promozione. Nello stesso anno l'Atletico Tricase in aprile si laurea campione regionale di Prima Categoria superando a Bari, nel triangolare contro le vincitrici dei gironi A e B, Vieste e Japigia.
L'anno seguente l'Atletico Tricase si presenta ai nastri di partenza del campionato di Promozione, con l'obbiettivo di tentare di arrivare in Eccellenza. Sin dalle prime battute del campionato ci si rende conto che la corsa promozione è un affare a 3 tra Sogliano, Manduria e Tricase. Dopo la sconfitta esterna contro il Taurisano viene esonerato Colagiorgio e chiamato in sostituzione l'esperto Mario Ruberto. La nuova conduzione tecnica porta subito i primi risultati e l'Atletico Tricase si assesta in terza posizione a -6 dal Sogliano capolista. Nei play-off, in semifinale, il Tricase affronta e supera nel doppio confronto il Racale: 2-1 sul neutro di Copertino e 3-0 al S. Vito. In finale l'Atletico Tricase trova il Pro Italia Galatina con il vantaggio della posizione in classifica: l'andata in trasferta si risolve con la vittoria rossoblu per 1-0, nel ritorno al S. Vito l'Atletico Tricase batte 2-1 i bianconeri e conquista la quarta promozione consecutiva.

Dopo quattro stagioni nelle serie inferiori, nella stagione 2008-2009 l'Atletico Tricase ritorna in Eccellenza con l'obbiettivo della salvezza e in panchina viene riconfermato Ruberto. L'Atletico Tricase inizia bene la sua avventura nella massima serie pugliese, col successo esterno sul Terlizzi, la sconfitta di misura col Casarano e una vittoria esterna per 1-2 nel derby col Nardò. Inizia poi però un periodo nero per i ragazzi di Ruberto, capaci di raccogliere 1 punto in 7 gare. Il Tricase combatte per la salvezza ma dopo altalenanti risultati mister Ruberto viene esonerato e viene affidata la guida tecnica a Dario Levanto, ex capitano del Nardò. Il Tricase conclude la stagione al 15º posto, in piena zona play-out. Il sorteggio pone al cospetto dei rossoblu il Boys Brindisi: il Tricase si impone al Fanuzzi per 1-0 e nel ritorno al S. Vito 2-0, assicurandosi la salvezza.
Ancora una volta in estate il Tricase rischia il fallimento, ma dopo numerose tribolazioni, il presidente Dell'Abate assicura l'iscrizione nel campionato di Eccellenza 2009-2010. La guida tecnica viene affidata a Pierluigi Orlandini e l'ex Orazio Mitri, dopo varie stagioni al Casarano e al Copertino, ritorna a vestire la casacca rossoblù per chiudere la carriera a Tricase.
L'avvio di stagione è decisamente negativo, tanto che, dopo la sconfitta casalinga contro il Liberty Molfetta, Orlandini si dimette. Il discorso salvezza sembra essere ormai fuori portata, ma in poco tempo il nuovo tecnico Salvatore Ciullo riesce nell'ardua impresa di tirare fil Tricase fuori dalle zone pericolose. Infilando una serie di 7 vittorie consecutive, il Tricase, grazie al successo per 1-0 a Corato, guadagna la salvezza con due giornate d'anticipo.

## Strutture

### Stadio
Il Tricase disputa le proprie partite interne nello stadio comunale San Vito, in via Olimpica. Fu costruito nel 1994 in concomitanza con l'arrivo al timone della società di Sergio Adelchi. Lo stadio è costituito dalla tribuna centrale, la gradinata est e la gradinata ospiti (dopo essere stata in disuso dalla stagione 2001-2002, è stata riaperta nella stagione 2013-2014) per un totale di circa 3 000 posti a sedere.
Fu inaugurato l'11 settembre 1994 in occasione della prima partita del campionato di Eccellenza contro l'Ostuni, terminata 1-0 per i padroni di casa. Il nuovo stadio (chiamato semplicemente dai tricasini "campo nuovo") sostituì il "campo vecchio", costruito nei primi anni '60, che ha ospitato le partite casalinghe del Tricase per oltre 30 anni ed era, però, considerato inadatto per la Serie C.
- Ubicazione: via Olimpica
- Superficie terreno: erba
- Capacità: 3 000 posti
- Copertura campo: coperta la tribuna centrale, scoperta la gradinata est e quella ospiti
- Pista di atletica: presente
- Proprietario: Comune di Tricase

## Palmarès

### Competizioni nazionali
- Campionato Nazionale Dilettanti: 1

1996-1997 (girone H)

### Competizioni regionali
- Promozione: 1

1992-1993 (girone B)
- Prima Categoria: 3

1968-1969 (girone B), 1970-1971 (girone B), 1985-1986

## Statistiche e record

### Campionati nazionali
| Livello | Categoria                       | Partecipazioni | Debutto   | Ultima stagione | Totale |
| ------- | ------------------------------- | -------------- | --------- | --------------- | ------ |
| 4º      | Serie D                         | 2              | 1969-1970 | 1971-1972       | 7      |
| 4º      | Serie C2                        | 5              | 1997-1998 | 2001-2002       | 7      |
| 5º      | Campionato Interregionale       | 3              | 1988-1989 | 1990-1991       | 5      |
| 5º      | Campionato Nazionale Dilettanti | 2              | 1995-1996 | 1996-1997       | 5      |

### Campionati regionali
| Livello | Categoria    | Partecipazioni | Debutto   | Ultima stagione | Totale |
| ------- | ------------ | -------------- | --------- | --------------- | ------ |
| 1º      | 1ª Categoria | 26             | 1966-1967 | 1970-1971       | 3      |
| 1º      | Promozione   | 26             | 1972-1973 | 1987-1988       | 13     |
| 1º      | Eccellenza   | 26             | 1993-1994 | 2012-2013       | 10     |

## Tifoseria

### Gemellaggi e rivalità
Gemellaggi
- Toma Maglie
- Manfredonia

Amicizie
- Brindisi
- Grottaglie

Rivalità
- Nardò
- Pro Italia Galatina
- Gallipoli
- Manduria
- Taurisano
- Ostuni